# 普列奧布拉任卡 (希里亞葉韋區)
47°21′7″N 30°23′50″E / 47.35194°N 30.39722°E
普雷奧布拉任卡（烏克蘭語：Преображенка）是位於烏克蘭西南部的村莊，由敖德萨州贝雷济夫卡区的舊馬亞基市鎮負責管轄。該村始建於1972年，面積1.43平方公里，海拔高度147米，2001年人口465，人口密度每平方公里325.17人。